# Ada Ferrer
Ada Ferrer, née le 17 juin 1962 est une historienne cubano-américaine. Elle est titulaire de la chaire Dayton-Stockton du département d'Histoire à l'Université de Princeton. Elle reçoit le prix Pulitzer d'histoire 2022 pour son livre Cuba: An American History,.

## Biographie
Elle est née à La Havane, Cuba, émigre aux États-Unis en 1963 et grandit à West New York. Ferrer est titulaire d'un diplôme AB en anglais du Vassar College, en 1984, d'une maîtrise en histoire de l'Université du Texas à Austin, en 1988, et d'un doctorat en histoire de l'Université du Michigan, en 1995.
Elle a enseigné de 1995 à 2024 à l'Université de New York, où elle fut titulaire de la chaire Julius Silver d'histoire et d'études latino-américaines. Depuis 2024, elle enseigne à Princeton.
Elle remporte le prix Frederick Douglass 2015 pour son livre Freedom's Mirror: Cuba and Haiti in the Age of Revolution. Le livre remporte également remporté les prix Friedrich Katz, Wesley Logan et James A. Rawley de l'American Historical Association et le prix Haiti Illumination de l'Association des études haïtiennes. Ferrer reçoit le Berkshire Conference of Women Historians Book Prize pour son livre Insurgent Cuba: Race, Nation and Revolution 1868–1898 qui est présélectionné pour le prix Cundill 2022.
Elle est boursière Guggenheim 2018.